# Jaderná elektrárna Duane Arnold
Jaderná elektrárna Duane Arnold (anglicky Duane Arnold Energy Center) je uzavřenou jadernou elektrárnou ve Spojených státech. Leží 3 kilometry od města Palo ve státě Iowa. Rozkládá se na pozemku o rozloze 200 hektarů. Vlastníci elektrárny jsou celkem 3 společnosti; NextEra Energy Resources, The Central Iowa Power Cooperative a Corn Belt Power Cooperative. Elektrárna byla uzavřena v říjnu 2020 v důsledku vichřice, která poškodila nízkoprofilové chladicí věže a jejich oprava by se nevyplatila. Reaktor elektrárny dodala a vybudovala americká společnost General Electric. Zařízení zaměstnávalo na plný úvazek zhruba 600 pracovníků.

## Historie a technické informace

### Počátky
Na konci 60. let požádaly Iowa Electric Light & Power Co. (nyní Alliant Energy – West), Central Iowa Power Cooperative a Corn Belt Power Cooperative o licenci na jadernou elektrárnu u AEC (předchůdce NRC). 17. června 1970 bylo vydáno stavební povolení a práce byly zahájeny. Původní plán byl dokončit stavbu za 40 měsíců s odhadovanými náklady 250 milionů amerických dolarů. Rozpočet elektrárny byl nakonec překročen o 50 milionů dolarů.
Výstavba jediného bloku započala dne 22. června 1970. Jednalo se o varný reaktor typu BWR-6 o hrubém výkonu 624 MW a čistém výkonu po odpočtu vlastních potřeb bloku 601 MW. Do sítě byl reaktor připojen dne 19. května 1974 a do komerčního provozu přešel 1. února 1975. Výkon elektrárny byl po spuštění omezen na 525 MW a povolení k provozu na nominálním výkonu získal zpět až v roce 1985 po dokončení nutných úprav. Součástí bloku je kontejnment Mark I., který byl však poddimenzovaný. NRC odhadovala 90% pravděpodobnost jeho selhání v případě těžké havárie.

### Okolní obyvatelstvo
NRC definuje dvě zóny havarijního plánování kolem jaderných elektráren. První o poloměru 16 kilometrů, která se týká především vystavení radioaktivní kontaminace vzduchu a poté druhou o poloměru 80 kilometrů, jež se zabývá kontaminací potravin a vody.
V roce 2010 NRC odhadla, že riziko zemětřesení způsobujícího poškození aktivní zóny reaktoru v Duane Arnold bylo každý rok 1 ku 31 250.

## Informace o reaktorech
| Reaktor        | Typ reaktoru  | Výkon  | Výkon  | Zahájení výstavby | Připojení k síti | Uvedení do provozu | Uzavření     |
| Reaktor        | Typ reaktoru  | Čistý  | Hrubý  | Zahájení výstavby | Připojení k síti | Uvedení do provozu | Uzavření     |
| -------------- | ------------- | ------ | ------ | ----------------- | ---------------- | ------------------ | ------------ |
| Duane Arnold-1 | BWR-4 188-368 | 601 MW | 624 MW | 22. 6. 1970       | 19. 5. 1974      | 1. 2. 1975         | 12. 10. 2020 |